# Celcultuur

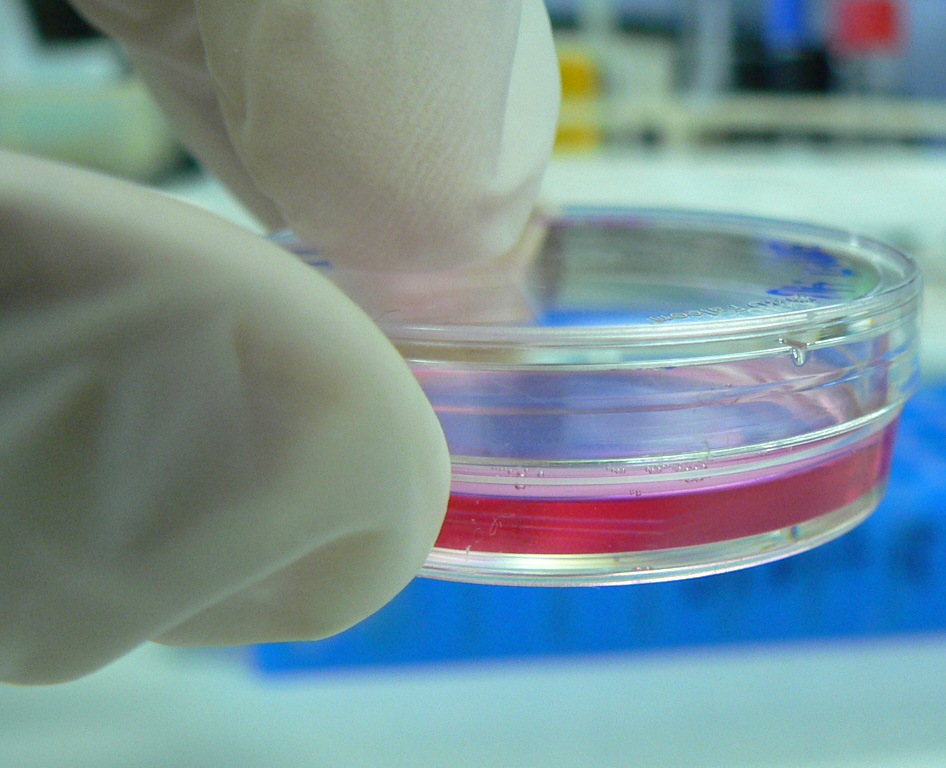
Celcultuur in een petrischaal

Bij een celcultuur laat men cellen groeien onder gecontroleerde omstandigheden. De cellen worden geïsoleerd uit de weefsels van dieren of planten. In een juist voedingsmedium kunnen ze vervolgens groeien en in leven blijven. Het uiteindelijke product van een celcultuur is een cellijn: een kweek identieke cellen, die vele weken of maanden in leven kunnen worden gehouden. Het werken met celculturen is zeer belangrijk voor onderzoek in de moleculaire biologie, klinische wetenschappen en biotechnologie.
Om cellen in een petrischaaltje (in vitro) levend te houden, moeten de omgevingscondities precies juist zijn. Factoren waarmee men rekening moet houden zijn de samenstelling van het voedingsmedium, de toevoeging van groeifactoren, temperatuur, en gebruik van buffers om een juiste pH en osmotische druk te handhaven. Primaire cellen, die rechtstreeks uit een organisme zijn geïsoleerd – zoals immuuncellen uit bloed – zijn vaak veeleisender dan geïmmortaliseerde cellijnen. Sommige cellijnen hechten zich aan het oppervlak van de voedingsbodem en vormen een monolaag (één enkele cel dik). Andere cellen worden drijvend in een medium gekweekt als een suspensiecultuur.

## Geschiedenis
De techniek om cellen los van hun oorspronkelijke weefsel in leven te houden en zelfs te laten groeien, werd in de 19e eeuw ontwikkeld. Een van de eersten die onderzoek deed naar dit verschijnsel was de Britse fysioloog Sydney Ringer. Hij ontwikkelde een zoutoplossing met daarin de chloriden van natrium, kalium, magnesium en calcium, waarmee een dierenhart buiten het lichaam door kon blijven kloppen. In 1885 verwijderde Wilhelm Roux een deel van de lichaamscellen van een kippenembryo, en wist deze in een warme fysiologische zoutoplossing enkele dagen in leven te houden. Daarmee werd de basis gezet voor volwaardige celcultuur. Ross Granville Harrison ontwikkelde dit principe verder, en publiceerde zijn resultaten tussen 1907 en 1910.
Celcultuurtechnieken werden verder verfijnd in de jaren 1940 en 1950, onder meer om zo het onderzoek naar virussen te ondersteunen. Virussen laten groeien in een celcultuur stelde onderzoekers instaat om deze te kweken voor de productie van vaccinaties. Een van de eerste massageproduceerde vaccins via celcultuur was het poliovaccin ontwikkeld door Jonas Salk. De celcultuur die hiervoor nodig was werd onder andere ontwikkeld door John Franklin Enders, Thomas Huckle Weller, en Frederick Chapman Robbins, die voor hun werk de Nobelprijs kregen.

## Methode

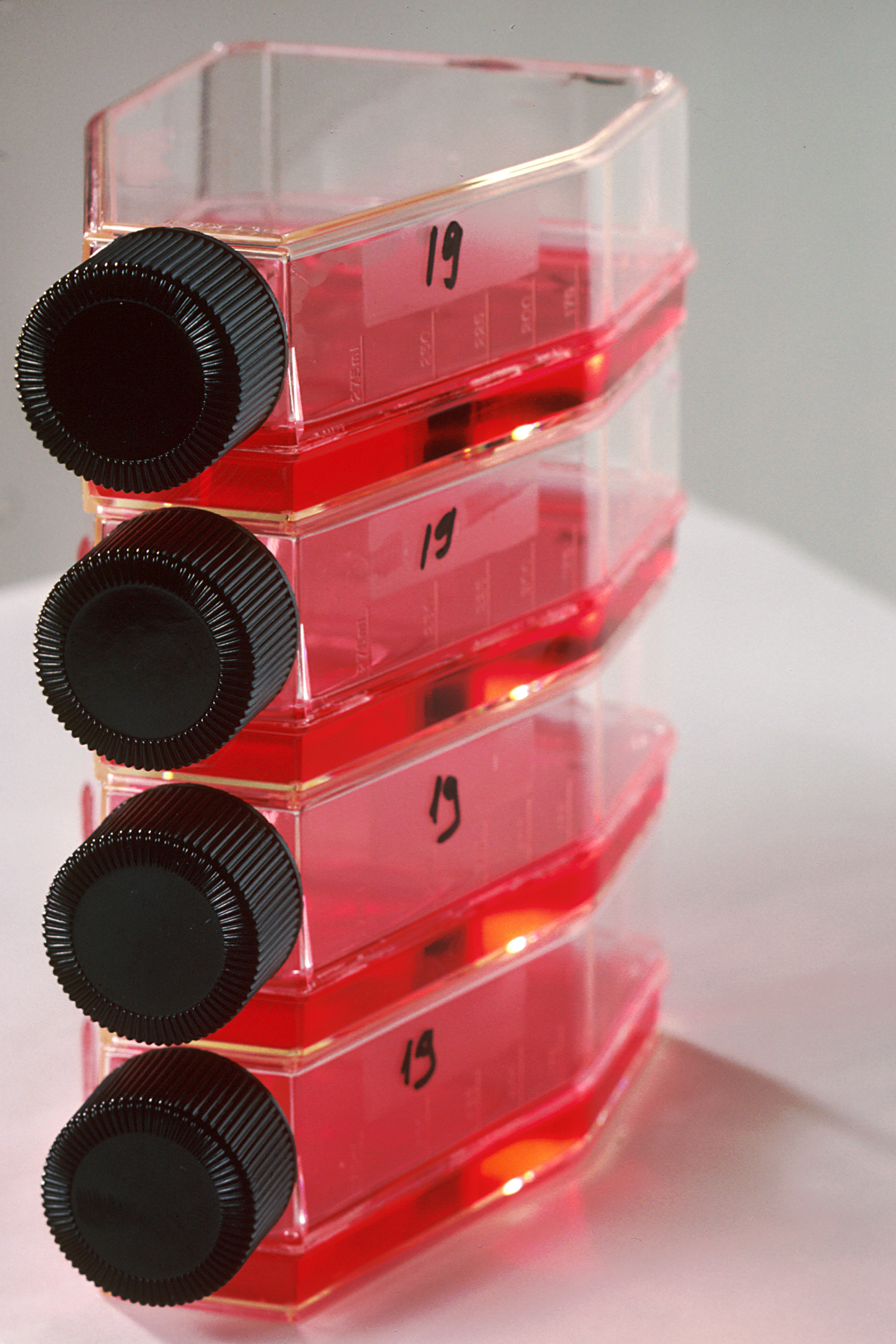
Kweekflessen voor dierlijke cellen, met roodgekleurd medium

De meeste plantaardige en dierlijke cellen kunnen – in een geschikt medium – in een petrischaaltje leven, zich vermenigvuldigen en zelfs differentiëren. De cellen kunnen onder de microscoop worden bekeken en biochemisch worden onderzocht, bijvoorbeeld door specifieke moleculen aan het kweekmedium toe te voegen, zoals hormonen of groeifactoren. Uit de cellen kunnen relatief eenvoudig eiwitten of nucleïnezuren worden gezuiverd voor preciezere analyse.
Celculturen die rechtstreeks uit het weefsel van een organisme worden gemaakt, heten primaire culturen. Meestal wordt het opgroeien van primaire cellen voorafgegaan door een fractioneringsstap om gewenste celtypes van ongewenste cellen te scheiden. Over het algemeen kunnen de cellen van een primaire culturen uit de kweekschaal worden verwijderd en opnieuw in kweek worden gebracht, de zogenaamde secundaire culturen. Op deze manier kunnen deze cellen gedurende weken of maanden herhaaldelijk worden gesubcultiveerd (het 'doorzetten' van cellen).
Cellen voor een in vitro-cultuur zijn op meerdere manieren te verkrijgen, zoals purificatie (in geval van bloedcellen), via enzymen die de extracellulaire matrix afbreken, of door weefsel te laten groeien op een voedingsbodem. Cellen die direct vanaf weefsel in een cultuur worden gebracht heten primaire cellen. Deze hebben doorgaans geen lang leven maar kunnen zich wel vermenigvuldigen via celdeling. De nieuwe cellen gaan langer mee. Ze worden ook wel secundaire cellen genoemd.
De cellen in een celcultuur worden onder optimale omstandigheden bewaard. Voor diercellen is dat bijvoorbeeld een temperatuur van 37 graden Celsius en een koolstofdioxideconcentratie van 5%. Behalve temperatuur en gasconcentratie is ook het soort voedingsbodem een bepalende factor. Deze kunnen variëren in pH-concentratie, glucoseconcentratie, en de soorten voedingsstoffen. Door dezelfde celcultuur onder verschillende omstandigheden te laten groeien, kunnen verschillende fenotypen tot uiting komen. Tijdens het groeien van een celcultuur dient erop toegezien te worden dat de cultuur niet besmet raakt met andere cellen dan degene die men wil laten groeien. Zo’n 15 tot 20% van alle celculturen raakt verontreinigd met verkeerde cellen.

## Toepassingen
Celkweek wordt veel toegepast in medisch en farmacologisch onderzoek, bijvoorbeeld om de werking en toxiciteit van nieuwe geneesmiddelen te testen. Menselijke of dierlijke cellijnen bieden een reproduceerbaar en gecontroleerd systeem om fysiologische effecten op verschillende stoffen te meten, nog voordat er dierproeven of klinische studies plaatsvinden. Onveilige of ineffectieve kandidaten zijn hiermee vroegtijdig uit te sluiten.
Celkweek is daarnaast essentieel voor het produceren van biotechnologische producten zoals antilichamen, recombinante eiwitten en virussen. Recombinante eiwitten, waaronder therapeutische hormonen zoals insuline of monoklonale antilichamen, worden vaak geproduceerd in gekweekte zoogdiercellen. Dit is nodig omdat alleen zoogdiercellen de posttranslationele modificaties uitvoeren nodig zijn voor biologische activiteit. Ook virale vaccins worden vaak in gekweekte cellen vermeerderd, zoals in Vero- of CHO-cellen.
Daarnaast speelt celkweek een cruciale rol in fundamenteel biologisch onderzoek. Het stelt wetenschappers in staat om celfysiologie, celdeling, mechanismen van differentiatie, signaalroutes en genexpressie onder gecontroleerde omstandigheden te bestuderen. Stamcelonderzoek is hierbij een opvallend voorbeeld, waarbij pluripotente cellen worden gebruikt om de ontwikkeling van weefsels en organen na te bootsen of om regeneratieve therapieën te ontwikkelen.

## Cellijnen
De levensduur van de meeste cellen is genetisch bepaald. Sommige celkweekcellen zijn "getransformeerd" in geïmmortaliseerde cellijnen die zich voor onbepaalde tijd zullen voortplanten als de optimale omstandigheden worden geboden. Bekende cellijnen die worden verkregen via celculturen zijn:
Menselijke cellijnen
- HeLa
- De 60 kankercellijnen van het National Cancer Institute
- DU145 (prostaatkanker)
- Lncap (prostaatkanker)
- MCF-7 (borstkanker)
- MDA-MB-438 (borstkanker)
- PC3 (prostaatkanker)
- T47D (borstkanker)
- THP-1 (acute myeloide leukemie)
- U87
- SHSY5Y menselijke neuroblastoomcellen gekloond via een multipel myeloom
- Saos-2 cellen (Botkanker)

Primaat cellijnen
- Vero

Rat tumorcellijnen
- GH3 (hypofysetumor)
- PC12 (feochromocytoom)

Muis cellijnen
- MC3T3

Plantcellijnen
- Tobacco BY-2 cells (een modelorganisme voor plantencellen.)